# Phantasos

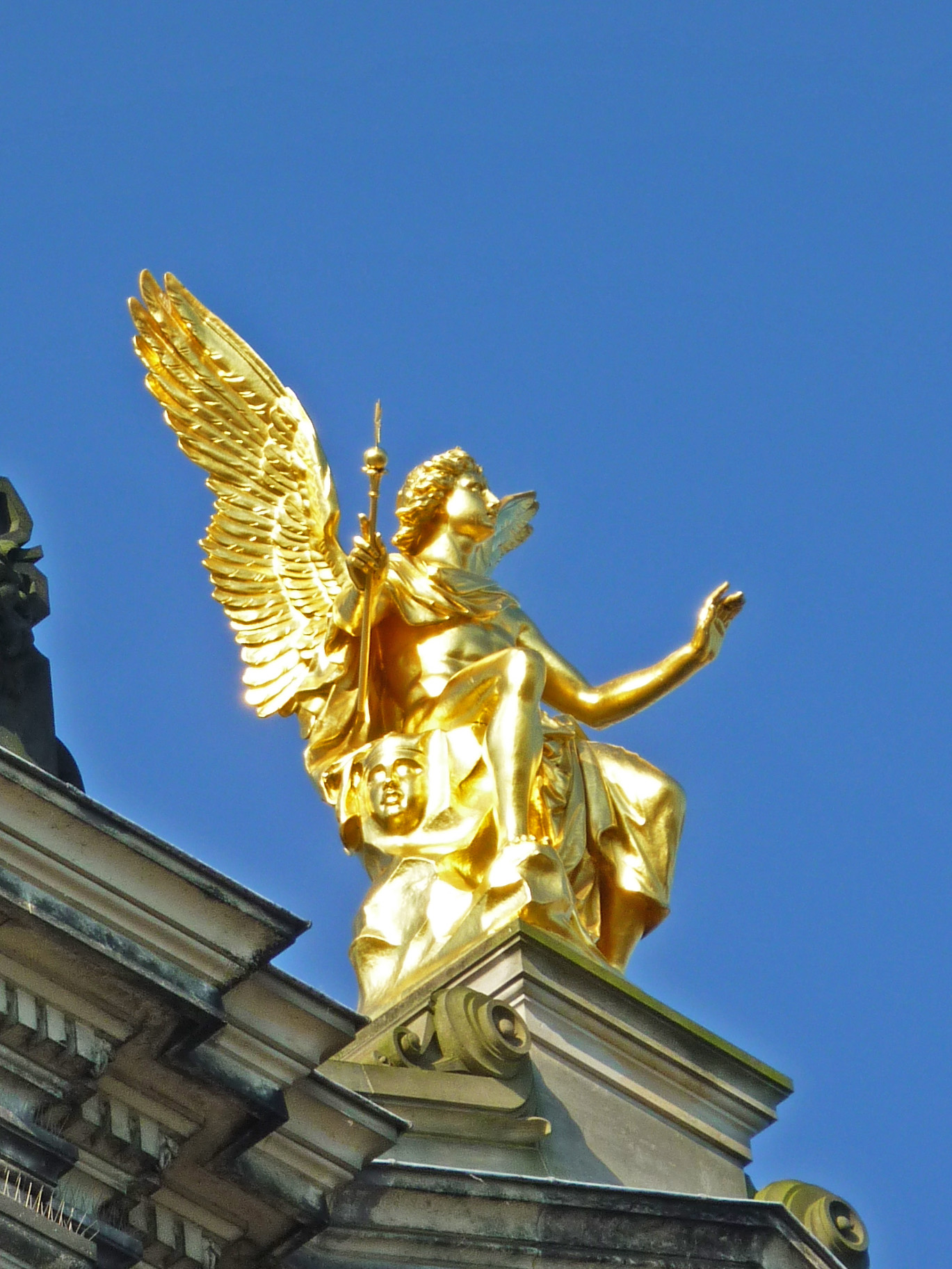
Phantasos auf dem westlichen Eckrisalit der Dresdner Kunstakademie

Phantasos (altgriechisch Φάντασος Phántasos, deutsch ‚Fantasie, Einbildung‘) ist eine Gottheit der griechischen Mythologie. Er ist einer der drei Götter der Träume.
Phantasos ist ein Sohn des Gottes des Schlafs, Hypnos, dessen Zwillingsbruder Thanatos, der Gott des Todes, ist. Seine Brüder sind Morpheus („Gestalt“) und Phobetor („Schrecken“). Dazu kommen noch 1000 weitere Brüder, allesamt Söhne des Hypnos.
Die Brüder werden auch als Oneiroi („Träume“) bezeichnet.
Er ergänzt seine Brüder dadurch, dass er sich in Träumen zu Erde, Stein, Wasser etc. verwandelt, d. h. in alles, was keine Seele hat. Morpheus dagegen ahmt Menschen nach und Phobetor Tiere. Während die namenlosen Oneiroi ihre Träume an das Volk senden, übernehmen Morpheus, Phobetor und Phantasos diese Aufgabe bei Königen und Stammesfürsten.